# Hamurabijeva stela
Hamurabijeva stela je crna bazaltna stela visoka 213 cm koja je pronađena u Suzi u današnjem Iranu, a danas se čuva u muzeju Louvre u Parizu. Na njenom vrhu se nalazi reljef visok 71,1 cm s prikazom cara Hamurabija ispred akadskog boga sunca Šamaša koji sjedi okrunjen na simboličnoj planini. Šamaš nosi rogatu kapu, a u rukama drži vladarsku palicu i prsten pravde, a iz ramena mu isijava svjetlost. Božanska moć nad smrtnim Hamurabijem je očita u njegovim besmrtnim dimenzijama. Hamurabi je prikazan kako prima blagoslov zakonika koji se nalazi ispisan ispod reljefa.

## Hamurabijev zakonik
Hamurabijev zakonik je skupina pravnih popisa što ih je u jedinstvenom zakonodavnom djelu izdao 1792. – 1750. g. pr. Kr. babilonski car Hamurabi. Negdje se datira od 1930. – 1888. g. pr. Kr., a negdje opet u 1694. g. pr. Kr.
Hamurabijev zakonik je iznimno podrobna kodifikacija babilonskog prava i ujedno dragocjen izvor o gospodarskim i socijalnim prilikama drevnih civilizacija antičkog Istoka. Iako ističe da je nastao kao zaštita slabih od jakih, podržava tradicionalnu klasnu podjelu jer su kazne pripadnicima nižih klasa za isti zločin oštrije.
Zakonik, pisan klinovim pismom na akadskom jeziku u 300 izreka u 51 stupcu, sastoji se od tri dijela: prologa ili uvoda i zakonskih propisa izloženih u 282 članka, te epiloga. Obuhvaća propise pojedinih grana prava: stvarnog, obveznog, obiteljskog, bračnog i kaznenog, ali ne u cjelini. Zakonik je predviđao vrlo stroge kazne. Tri vrste kazni se ističu u zakonu: 
- Talionsko pravo, ekvivalentno biblijskom "oko za oko" važilo je na primjer u smrtnoj kazni za graditelja čija kuća bi se srušila i ubila vlasnika.
- Ponekad su kazne bile zločinačke – npr. U slučaju da pacijent umre na operacijskom stolu, doktoru bi bila odsječena ruka.
- Najnelogičnije kazne su bile u slučajevima nevjere gdje bi se krivica mjerila jedino mogućnošću okrivljene osobe da pluta na vodi.

Hamurabijev zakonik bio je važan izvor pozitivnog prava u robovlasničkim državama Srednjeg istoka.

## Slični zakonici
Ovo nije prvi, niti jedini zakonik što je sačuvan do današnjeg dana. Smatra se kako je najstariji sačuvani Ur-Namu vladara Ura, Sumera i Akada, a znanstvenici ga datiraju u razdoblje između 2111. i 2094. godine prije Krista. Nešto mlađi su zakonici Lipid Ištar i kralja Bilalame koje se datira u razdoblje između 1934. i 1924. godine prije Krista.

## Vanjske poveznice
- Slike visoke rezolucije i pojašnjenjima na francuskom jeziku: the Louvre